# O Segredo de Marrowbone
Marrowbone (bra/prt: O Segredo de Marrowbone) é um filme de terror psicológico espanhol em língua inglesa de 2017 dirigido e escrito por Sergio G. Sánchez, e protagonizado por George MacKay, Anya Taylor-Joy, Charlie Heaton, Mia Goth e Matthew Stagg. O filme conta a história dos irmãos Marrowbone (MacKay, Heaton, Goth e Stagg), que se mudam da Inglaterra para a propriedade ancestral de sua mãe no Maine, onde enfrentam uma presença estranha em casa. Foi exibido na seção Special Presentations do Festival Internacional de Cinema de Toronto de 2017 e lançado na Espanha em 27 de outubro de 2017 pela Universal Pictures.

## Sinopse
Em 1969, uma mãe e seus quatro filhos se escondem em Marrowbone, uma casa abandonada no meio do interior dos Estados Unidos, na esperança de começar uma nova vida. Quando a mãe morre repentinamente, os quatro irmãos guardam o segredo para que não se separem, mas uma presença sombria e fantasmagórica os persegue, ameaçando revelar seus segredos.

## Elenco
- George MacKay como Jack Marrowbone
- Anya Taylor-Joy como Allie
- Charlie Heaton como William "Billy" Marrowbone
- Mia Goth como Jane Marrowbone
- Matthew Stagg como Samuel "Sam" Marrowbone
- Kyle Soller como Tom Porter
- Nicola Harrison como Rose Marrowbone
- Tom Fisher as Simon Fairbairn
- Myra Kathryn Pearse como Molly
- Paul Jesson como médico
- Robert Nairne como monstro

## Produção
Em maio de 2016, foi anunciado que Sergio G. Sánchez escreveria e dirigiria o filme, com produção executiva de J. A. Bayona, ao lado da produção de Belen Atienza. Em julho de 2016, Anya Taylor-Joy, Mia Goth, George MacKay e Charlie Heaton se juntaram ao elenco do filme.

## Lançamento
O filme teve sua estreia mundial no Festival Internacional de Cinema de Toronto em 11 de setembro de 2017. Foi lançado na Espanha em 27 de outubro de 2017 pela Universal Pictures. Marrowbone também foi lançado nos cinemas no Reino Unido em 13 de julho de 2018. Foi lançado digitalmente em 18 de novembro.

## Recepção
No site agregador de críticas Rotten Tomatoes, o filme tem um índice de aprovação de 49% com base em 73 críticas e uma classificação média de 5,3/10. O consenso crítico do site diz: "O cenário eficaz e o elenco forte de Marrowbone não podem compensar personagens mal concebidos e uma história curta sobre sustos genuínos." No Metacritic, o filme tem uma pontuação média ponderada de 63 em 100, com base em cinco críticos, indicando "avaliações geralmente favoráveis".